# Aviation Industry CBT Committee
Das Aviation Industry CBT Committee (AICC) war ein Gremium der amerikanischen Luftfahrtindustrie (bis 2014), das Richtlinien für die Entwicklung, die Verbreitung und die Evaluation von E-Learning-Angeboten entwickelte. Dieses Gremium hat vor allem durch die sogenannten CMI-Richtlinien (Computer Managed Instruction) auch außerhalb der Luftfahrtindustrie Beachtung gefunden.